# ماتياس باومان
ماتياس باومان (بالألمانية: Matthias Baumann)‏ هو متسابق الحدث ألماني، ولد في 5 أبريل 1963 في ميونخ في ألمانيا.

## وصلات خارجية
- ماتياس باومان على موقع أوليمبيديا (الإنجليزية)